# ЛиАЗ-6236
ЛиАЗ-6236 (ЛиАЗ-6213Т) — российско-болгарский сочленённый низкопольный троллейбус особо большого класса. Сделан на Авторемонтном заводе в городе Дупница в 2008 году, в кузове первого опытного экземпляра российского автобуса ЛиАЗ-6213.00. Серийно не выпускался.

## История и эксплуатация
Первый экземпляр автобуса ЛиАЗ-6213 был отправлен в Болгарию, где был переделан в троллейбус и получил электрооборудование «Чергос», а затем представлен на Пловдивской международной выставке. В ноябре того же года отдан на испытания в Перник и дальнейшая его судьба оставалась неопределенной, пока в марте 2016 года не был замечен во Львове. В настоящее время стоит (по некоторым данным продаётся) в Луцке.